# As Cities Burn
As Cities Burn (abreviado como ACB) es una banda de post-hardcore y de rock cristiano de Estados Unidos, formada en 2002 en Mandeville La banda se separó en 2009. El 15 de julio de 2009 fue el siguiente anuncio en el MySpace oficial de la banda:
"Nosotros La Banda As Cities Burn ha terminado. Nos estamos alejando, después de seis años buenos. Nuestras vidas y nuestras esposas nos ha llamado en diferentes direcciones. Gracias a todos los que vinieron a un show, Tenían palabras para decir, o compraron un CD que nos ayuden a llenar el tanque. Deseamos a los chicos lo mejor en sus futuras aventuras"
El grupo reanudó sus actividades en el 2011, conservando a algunos grupos de la alineación original.

## Integrantes

### Formación actual
- T.J. Bonnette - vocalista
- Cody Bonnette - vocal de apoyo y guitarra
- Colin Kimble - bajo, guitarra y vocal de apoyo
- Aaron Lunsford - batería
- Chris Lott - guitarra

### Exintegrantes
- Bryan Dixon - batería
- Pascal Barone - bajo
- Lucas Starr - bajo

## Discografía
- 2005: "Son, I Loved You at Your Darkest"
- 2007: "Come Now, Sleep"
- 2009: "Hell or High Water"

### EP
- 2002: "As Cities Burn"
- 2003: "As Cities Burn"
- 2007: "The"